# وروفکا
وروفکا (به لاتین: Verovka) یک منطقهٔ مسکونی در روسیه است که در باشقیرستان واقع شده‌است.